# Нижня Алія
Нижня Алія́ (рос. Нижняя Алия) — село у складі Стрітенського району Забайкальського краю, Росія. Входить до складу Аліянського сільського поселення.

## Історія
Село було утворено 2013 року шляхом виділення зі складу села Алія.